# Résolution 387 du Conseil de sécurité des Nations unies
 (mars 2025).
Si vous disposez d'ouvrages ou d'articles de référence ou si vous connaissez des sites web de qualité traitant du thème abordé ici, merci de compléter l'article en donnant les références utiles à sa vérifiabilité et en les liant à la section « Notes et références ».
Membres permanents
- Chine
- États-Unis
- France
- Royaume-Uni
- URSS

Membres non permanents
- Bénin
- Guyana
- Italie
- Japon
- Libye
- Pakistan
- Panama
- Roumanie
- Suède
- Tanzanie

Résolution no 386 Résolution no 388
La résolution 387 du Conseil de sécurité des Nations unies, adoptée le 31 mars 1976, réaffirme le principe du droit d'un État à l'intégrité territoriale à la suite des incursions sud-africaines sur le territoire angolais. Le Conseil reconnaît la perturbation internationale provoquée par les actions de l'Afrique du Sud et exprime sa préoccupation à ce sujet. La résolution condamne les actions de l'Afrique du Sud et exige qu'elle respecte l'intégrité territoriale de l'Angola. Le Conseil exige en outre que l'Afrique du Sud cesse d'utiliser le « territoire international de la Namibie » pour commettre des actes de provocation ou d'agression contre d'autres États et appelle le gouvernement sud-africain à répondre aux justes demandes de compensation de l'Angola.
La résolution est adoptée par neuf voix contre zéro. La France, l'Italie, le Japon, le Royaume-Uni et les États-Unis s'abstiennent de voter, tandis que la république populaire de Chine ne participe pas au vote.